# Eduardo Cardenal
Eduardo Cardenal Gómez, conocido artísticamente como El Gran Cardenal, (Madrid, 1944) es un artista de circo equilibrista-verticalista , de equilibrios de un brazo y de cabeza sobre pedestal, y empresario circense que dirigió hasta 2005 el Circo Cardenal. Recibió la Medalla de Oro al Mérito en las Bellas Artes en 2013.

## Trayectoria
A los siete años, vio su primera función en el circo de los Hermanos Almela y tuvo claro que dedicaría su vida al mundo del Circo. Para ello comenzó por su cuenta a prepararse físicamente. Posteriormente visitó asiduamente los programas circenses que Juan  Carcellé organizaba en el antiguo Circo Price de Madrid, ubicado en la Plaza del Rey.
Con 14 años empezó a entrenarse en el gimnasio de la Agrupación Deportiva Ferroviaria, donde asistían otros artistas circenses que le ayudaron a forjarse como artista. Debido a las necesidades familiares, empezó a trabajar como aprendiz de mecánico en los talleres Ulloa Óptico. Dicho oficio como mecánico le sirvió posteriormente para sus propios diseños y construcción de herramientas de equilibrista, sus coches cómicos, graderíos de circos, torretas, cúpulas y demás material circense. Además su destreza le llevó a poder construir aparatos para otros artistas.
A los 16 años ya actuaba en espectáculos benéficos como pulsador de mano, trabajo que podía compatibilizar con su otro oficio en los talleres mecánicos, formando el trío de pulsadores olímpicos, Los Platterson. Paralelamente, Cardenal empezó a prepararse en la disciplina de equilibrista sobre pedestal, compaginando las dos disciplinas, hasta que tomó la decisión a los 19 años de abandonar su oficio como mecánico, para dedicarse exclusivamente al circo. Desde ese momento se convirtió en el equilibrista, El Gran Cardenal.
Su primer contrato como solista fue con el Circo Arriola, de la familia del mismo nombre, al que seguiría el Circo Ucrania, de la familia Paco Pérez, el Coliseo de Lisboa, y múltiples contratos en televisión, salas de fiesta y teatros. Durante la temporada 1967-1968 fue contratado por la compañía de variedades del cantante Manolo Escobar, donde conoció a Francisca, bailarina en ese momento del cuadro de arte español Delina y Miguel y que tiempo despides se convirtió en su esposa.
En 1969, actuó en la temporada del Circo Atlas de los Hermanos Tonetti y en 1970 en el último programa del antiguo Circo Price junto a Pinito del Oro, donde realizó su acto de simulación de una caída. A partir de ese momento le llegó la oportunidad para actuar en los principales circos del mundo Australia, Sudáfrica, Chile, Japón, entre otros. En el año 1971 creó El coche loco, espectáculo cómico en el que el principal protagonista era un Fiat Balilla de 1935 que iba paulatinamente desmontándose en la pista, a semejanza de las antiguas pantomimas de Charles Chaplin.[cita requerida]
Fue contratado para actuar en los Estados Unidos y Canadá en 1973, en el circo de tres pistas Hubert Castle International, donde llegó a actuar en solitario en la pista central con el número de equilibrios y con el coche loco. En Tucson, Arizona, el 18 de febrero de 1973, como consecuencia de un accidente durante una actuación tuvo una lesión en sus vértebras cervicales. Durante esta etapa, llegó a cobrar unos 30 000 euros por sus espectáculos. A finales de ese año, regresó a España donde continuó actuando en el Circo Atlas durante dos temporadas más. Debido a las secuelas de su lesión, a mediados de 1975 abandonó su disciplina como equilibrista.
Durante esta época inició amistad con el artista de circo español, especializado en el rola-bola, Maximino Rodríguez Viejo (más conocido como Monroe, el loco del rulo), que se estaba recuperando de un accidente en la pista. Cardenal le ayudó a recobrar tanto su salud como su vida artística, para ello, le pidió a Rodríguez que entrenara a su hijo de seis años, Tito, en el arte del rola-bola, además, le fabricó un rulo más seguro para que retomara su número, adaptándolo a su nueva condición física.
En 1977, después de múltiples giras actuando en polideportivos, plazas de toros y campos de fútbol con una modesta infraestructura, nació el Circo Cardenal, con el que recorrió todo el territorio nacional durante varios años, hasta que en 1984 compró la primera de sus cinco carpas y desde entonces el Circo Cardenal se presentó en las Islas Canarias hasta el 2005, cuando decidió su retiro 20 años después.
A partir de ese momento empezó a escribir el libro Autobiografía del equilibrista madrileño Gran Cardenal y el Circo de las Islas Canarias, que se publicó en 2008. También participa en varios proyectos que buscan recuperar el patrimonio artístico y cultural del circo español como espectáculo de larga tradición histórica.

## Obra
- 2008 - Autobiografía del equilibrista madrileño Gran Cardenal y el Circo de las Islas Canarias. ISBN 9788461249480.[12]

## Premios y reconocimientos
En 2013, Cardenal recibió la Medalla de Oro al Mérito en las Bellas Artes en la modalidad de Circo, por su destacada labor como equilibrista y director de circo. En 2021, Carlos Gil, realizó el documental, Eduardo Cardenal, una vida para el circo.